# Jan Hertl
Jan Hertl (* 23. Januar 1929; † 14. Mai 1996) war ein tschechoslowakischer Fußballspieler. Er nahm an den Weltmeisterschaften 1954 und 1958 teil.

## Karriere

### Verein
Während seiner gesamten aktiven Laufbahn spielte Hertl ausschließlich für Vereine aus Prag. Er begann mit dem Fußballspielen im Seniorenbereich bei Sokol Bratrství Sparta. 1952 wechselte er zum Lokalrivalen ÚDA Prag. Dort wurde er 1953 und 1956 tschechoslowakischer Meister. Nachdem er 1956 nur in neun von 22 Spielen eingesetzt worden war, kehrte er zur darauffolgenden Saison zu seinem mittlerweile in TJ Spartak Praha Sokolovo umbenannten Stammverein zurück. Zur Saison 1963/64 schloss er sich dem Erstliga-Aufsteiger FK Motorlet Praha an, wo er nach einer Spielzeit seine Karriere beendete.

### Nationalmannschaft
Am 14. September 1952 debütierte Hertl in einem Freundschaftsspiel gegen Polen in der tschechoslowakischen Nationalmannschaft. 1954 stand er im tschechoslowakischen Kader für die Weltmeisterschaft in der Schweiz. Hertl bestritt beide Gruppenspiele gegen Titelverteidiger Uruguay und Österreich. Die Tschechoslowakei schied punkt- und torlos bereits nach der Vorrunde aus.
Hertl war zeitweilig Teil der Mannschaft, die den sich über fünf Jahre erstreckenden Europapokal der Fußball-Nationalmannschaften gewann. In diese Phase fielen unter anderem der 4:2-Sieg in Budapest über das ungarische Weltklasseteam sowie der 1:0-Erfolg gegen Brasilien in Rio de Janeiro.
Bei der Weltmeisterschaft 1958 wurde er erneut in das tschechoslowakische Aufgebot berufen. Auch bei diesem Turnier schied die Tschechoslowakei nach der Vorrunde aus. Hertl kam noch einmal im ersten Gruppenspiel gegen Nordirland zum Einsatz. Es war sein letztes von insgesamt 23 Länderspielen.
Sein einziges Tor für die Nationalmannschaft erzielte er am 20. September 1953 beim 5:0-Sieg gegen die Schweiz.